# Monongah (Virginie-Occidentale)
Monongah est une ville américaine située dans l’État de Virginie-Occidentale et le comté de Marion. Au recensement de 2010, sa population était de 1 044 habitants.
La ville, incorporée en 1891, doit son nom à la rivière Monongahela qui la traverse.